# 皮特里陨石坑
皮特里陨石坑（Petrie）是位于月球背面北半部的一座年轻撞击坑，约形成于32-11亿年前的爱拉托逊纪，其名称取自加拿大天文学家罗伯特·梅思文·皮特里(Robert Methven Petrie，1906年-1966年)，1970年被国际天文学联合会正式批准接受。

## 描述
该陨坑西南偏西毗邻大陨坑法布里环形山和哈尔赫比环形山、东北靠近斯旺陨石坑、更小的拉叶陨石坑位于它的东侧、南面则坐落了略大的西萨基扬陨石坑。该陨坑中心月面坐标为45°08′N 108°28′E / 45.14°N 108.47°E，直径32.86公里，深度约2.07公里。
皮特里陨石坑外观不太圆整，西南部向外凸出，坑壁几乎未受侵蚀，坑沿峻峭，内壁平缓，环坑底分布有一圈岩屑堆。皮特里陨石坑坑壁高出周边地形950米，内部容积约有759公里3。坑底表面地形崎岖，没有其它醒目的地貌结构。

## 卫星陨石坑
按照惯例，最靠近皮特里陨石坑的卫星坑在月图上以字母标注在该坑中心点的旁边。

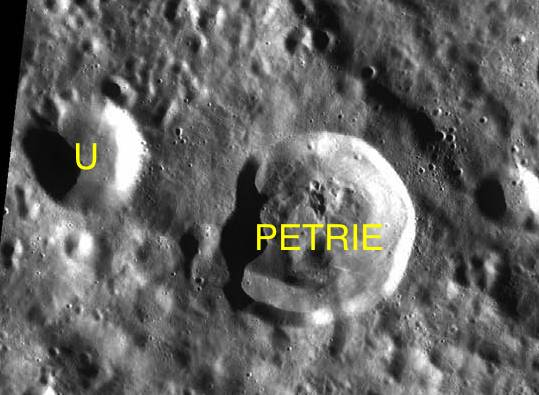
LAC-30 区域图

| 皮特里 | 纬度    | 经度     | 直径    |
| ------ | ------- | -------- | ------- |
| U      | 45.6° N | 106.3° E | 20 公里 |